# Hari Bashi Kabuto
Der Hari Bashi Kabuto ist ein Helm, der von japanischen Samurai zu ihrer Rüstung (Yoroi) getragen wurde.

## Beschreibung
Der Hari Bashi Kabuto besteht aus Eisen. Er gehört zu den Multiplattenhelmen, die es in drei, leicht unterschiedlichen Versionen (Suji Bashi Kabuto, Koboshi Bashi Kabuto, Hari Bashi Kabuto) gibt. Die Kalotte des Hari Bashi Kabuto besteht aus drei bis acht Platten die die Kalotte bilden. Der Unterschied zum Suji Kabuto besteht darin das keine Grate an den Plattenenden vorhanden sind. Die Form der Kalotte gleicht in etwa den anderen zwei Typen. Auf der Oberseite des Kabuto ist eine Art Kopf (jap. Tehen-No-Kanamono) angebracht der als Befestigung der gesamten Platten dient. Die zusätzliche Ausschmückung der Helme kann sehr stark variieren. Allgemein wird an den Helmen ein Seitenschutz (jap. Fukigaeshi), ein Nackenschutz (jap. Shikoro), eine Helmzier (jap. Maedate) und ein Befestigungsband (jap. Shinobi-O-Noh) um den Helm am Kopf zu fixieren. Zu dieser Helmart wurden oft die Gesichtsmasken (jap. Menpo) getragen. Die Helme wurden in Japan oft in verschiedenen Farben lackiert. Dies diente zur Dekoration, aber auch um das Metall des Helmes vor Witterungseinflüssen zu schützen.